# Norra Sandsjö
Norra Sandsjö är kyrkbyn i Norra Sandsjö socken i Nässjö kommun i Jönköpings län belägen nordost om Sävsjö. 
I byn ligger Norra Sandsjö kyrka.